# State Tower

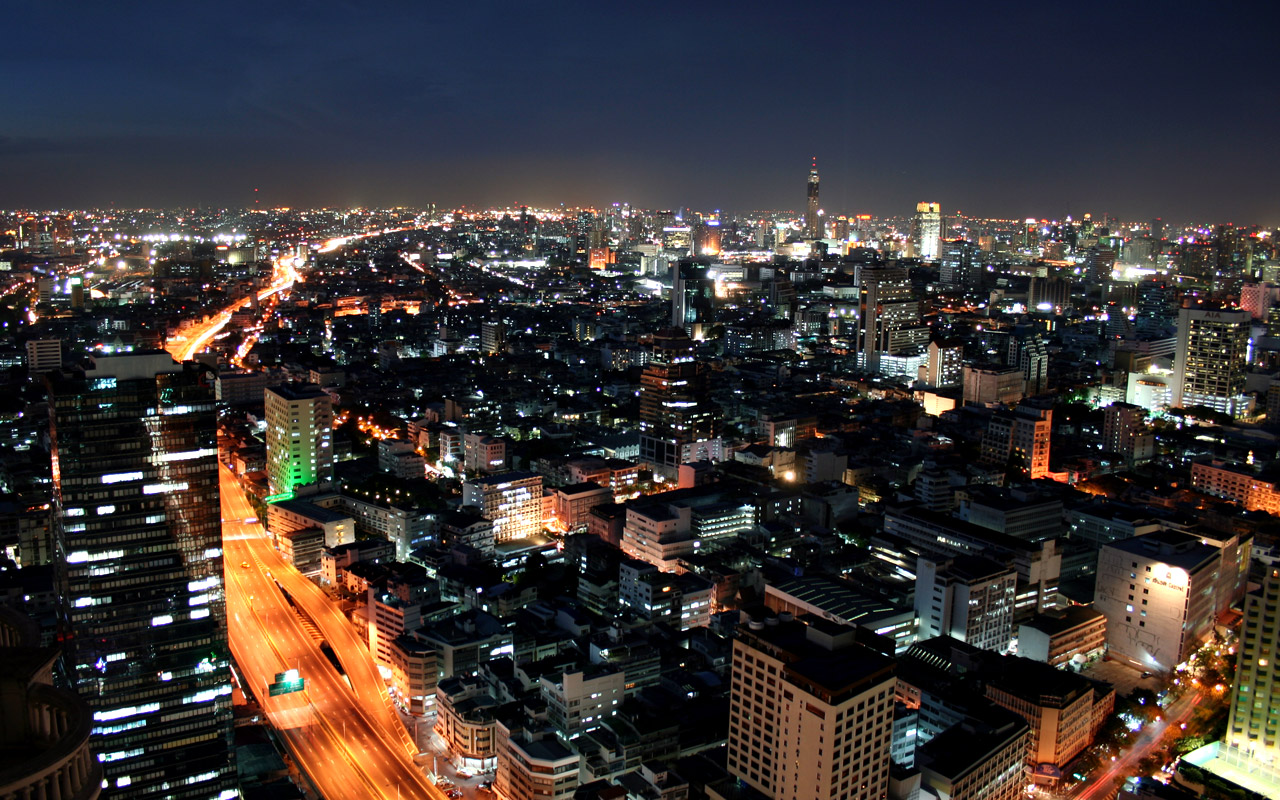
Vista nocturna desde el restaurante y bar de la azotea, Sirocco

State Tower es un rascacielos situado en Silom Road, distrito financieroBang Rak, Bangkok, Tailandia, al lado de Charoen Krung Road. Construido en 2001, es el edificio más grande de Sureste Asiárico, con una superficie de 300 000 m² (3 200 000 ft²). State Tower tiene 68 plantas y una altura de 247 m (810 pies), haciéndola el tercer edificio más alto de Tailandia y el 139.º más alto del mundo. También es el edificio de uso mixto más alto de Tailandia.
Concebido por el arquitecto tailandés Professor Rangsan Torsuwan a principios de la década de 1990 y diseñado por Rangsan Architecture, el masivo edificio se caracteriza por su cúpula de oro de 30 metros de diámetro y sus balcones neoclásicos. Fue originalmente conocido como "Silom Precious Tower", más tarde "Royal Charoen Krung Tower" (RCK Tower) y finalmente "State Tower".
State Tower contiene condominios, apartamentos con servicios, oficinas y comercios. También alberga un hotel de cinco estrellas llamado lebua (sic). Hay un atrio de 40 plantas dentro del edificio, y en la planta 64 está Sirocco, el restaurante al aire libre más alto del mundo, que ofrece una vista panorámica de Bangkok.
State Tower es propiedad de Challenge Group.